# 和世界做鄰居
〈和世界做鄰居〉（英語：Living with the World）是臺灣歌手蔡依林的歌曲，收錄於其首張錄音室專輯《1019》。該歌曲由莊靜文作詞、伍樂城作曲、李偲菘和李偉菘製作。該歌曲為臺灣7-Eleven年度廣告歌，於1999年7月16日由環球音樂和大聲音樂以單曲形式發行。

## 背景
1998年5月，蔡依林參加MTV中文台舉辦的電視歌唱比賽節目《新聲卡位戰》，獲得第一名。1999年3月，蔡依林和環球音樂簽約，成為公司年度重點新人。公司安排她接受每週兩次舞蹈課和化妝課，提升表演和應對媒體的能力，並提供語言訓練。同年，也安排她前往愛爾蘭、日本、美國、英國觀摩海外歌手的演出。

## 發行
1999年7月16日，蔡依林發行首張單曲〈和世界做鄰居〉。該歌曲為7-Eleven年度廣告歌，單曲僅限於7-Eleven門市販售。單曲發行第二週在臺灣銷量超過兩萬張。

## 音樂影片
該歌曲的MV收錄同年臺灣921大地震後的救援畫面，蔡依林藉此表達對社會各界援助的感謝。

## 曲目
CD
1. 〈和世界做鄰居〉——3:56
2. 〈和世界做鄰居〉（Kala）——3:56

## 發行歷史
| 地區 | 日期          | 格式 | 經銷商   |
| ---- | ------------- | ---- | -------- |
| 臺灣 | 1999年7月16日 | CD   | 環球音樂 |